# Stuart Crawford
Pour les articles homonymes, voir Crawford.
Stuart Crawford, né le 13 février 1981 à Irvine (Écosse), est un joueur professionnel de squash représentant l'Écosse. Il atteint en février 2008 la 113e place mondiale sur le circuit international, son meilleur classement.
Il est champion d'Écosse à 5 reprises entre 2005 et 2011.

## Biographie
Après avoir mis un terme à sa carrière, Crawford commence à travailler comme entraîneur. Au sein de la fédération écossaise, il est d'abord co-entraîneur de l'équipe nationale et responsable du programme junior. En 2015, il devient entraîneur de l'équipe nationale écossaise à plein temps pendant un an, avant de rejoindre l'équipe d'entraîneurs de l'Amherst College en 2016. En 2024, il devient entraîneur national pour l’Angleterre.

## Palmarès

### Titres
- Champion d'Écosse : 5 titres (2005-2007, 2009, 2011)